# 阿瑟·舒德沃爾德
阿瑟·舒德沃爾德（Arthur Schoonderwoerd；1966年—）是荷蘭鍵盤樂器演奏家，可以演奏鋼琴、鍵琴和古鋼琴。

## 生平歷略
早年，舒德沃爾德在乌得勒支音乐学院向赫爾曼·烏爾霍恩（Herman Uhlhorn）以及亞歷山大·瓦倫伯格（Alexander Warenberg）學習，當時專注於鋼琴演奏方面。他陸續获得教育（1990年）、协奏曲（1992年）和室内乐（1993年）文凭畢業。另外他还在乌得勒支大学学习音乐学。
1992年，舒德沃爾德在巴黎国立高等音乐学院师从尤斯·范·伊梅席爾学习钢琴。1995年获该学科一等奖。同年，他在布鲁日古乐音乐节的国际钢琴比赛中获得三等奖。 1996年他成为欧洲委员会「尤文图斯奖」得主。在1996年范·瓦瑟納爾（Van Wassenaer）古乐合奏国际比赛中，他获得了最佳个人表演奖。
舒德沃爾德的研究目標是18世紀、19世纪键盘音乐的诠释，他也關注那些被遗忘的非主流曲目。他还对那个时期键盘乐器的多样性（規格、硬體條件）感兴趣。
作为独奏家，舒德沃爾德经常在比利时、德国、法国、意大利和荷兰等地演出。此外，他还经常与室内乐合奏团或者歌者合作演出。他曾与Johannette Zomer、Hans Jörg Mammel、Sandrine Piau和David Wilson Johnsen等歌手，以及Eric Hoeprich、Jaap ter Linden、Barthold Kuijken、Wilbert Hazelzet、Miklos Spányi、Graf Mourja、François Leleux、玛丽·哈林克和罗纳德·范斯潘东克（Ronald van Spaendonck）等乐器演奏家合作演出。舒德沃爾德創設了一支專事早期音樂演奏的樂隊，即克里斯多福里古樂團（Ensemble Cristofori），並以自己的方式探索键盘和管弦乐队的曲目。

## 唱片節選
- 荷兰钢琴音乐（阿尔法古典，2002年）
- 荷兰古钢琴音乐（NM经典，2001年）
- 肖邦马祖卡舞曲和圓舞曲（阿尔法，2003年）
- 肖邦敘事曲和夜曲（阿尔法，2009年）
- 舒伯特《冬之旅》，与Hans Jörg Mammel（阿尔法，2005年）
- 舒伯特《天鵝之歌》，与Hans Jörg Mammel（阿尔法，2012年）
- 舒伯特《美麗的磨坊少女》，与Hans Jörg Mammel（Raumklang，2010年）
- 贝多芬第1號、第2號钢琴协奏曲，克里斯多福里古樂團（阿尔法，2010年）
- 贝多芬第3號、第6號钢琴协奏曲，克里斯多福里古樂團（阿尔法，2007年）
- 贝多芬第4號、第5號钢琴协奏曲，克里斯多福里古樂團（阿尔法，2004年）
- 全本莫扎特钢琴奏鸣曲（EROICA和ACCENT，2012年至2013年）
- 莫扎特钢琴协奏曲，目錄第466和467號，克里斯多福里古樂團（ACCENT，2012年）
- 莫扎特钢琴协奏曲，目錄第456和459號，克里斯多福里古樂團（ACCENT，2013年）
- 莫扎特钢琴协奏曲，目錄第175號，克里斯多福里古樂團（ACCENT，2014年）
- 莫扎特钢琴协奏曲，目錄第238和246號，克里斯多福里古樂團（ACCENT，2015年）
- 莫扎特钢琴协奏曲，目錄第491和482號，克里斯多福里古樂團（ACCENT，2016年）
- 贝多芬八重奏等作品，加德利诺合奏團（Il Gardellino，Passacaill，2016年）

## 克里斯多福里古樂團
克里斯多福里古樂團創立於1995年，成員以當代樂器演奏，所演奏的曲目橫跨18世紀至21世紀期間。團名取自鍵盤樂器的創造者，巴爾托洛梅奧·克里斯多福里。其成員和規模視曲目的時代性及需求而經常調整，小至二人，大則動用管弦樂團全體。
樂團在巴黎、阿姆斯特丹、莫斯科、布魯日、巴塞隆納、雷根斯堡、因斯布魯克、馬德里、貝桑頌、波昂等城市皆有演出。在錄音作品方面，除了貝多芬、莫扎特的全本鋼琴協奏曲之外，2021年起他們進行貝多芬交響曲的錄製工作（將由Avi音樂發行）。